# Luther (Name)
Luther ist ein männlicher Vorname und ein Familienname.

## Herkunft und Bedeutung
Der Name leitet sich ab vom altgermanischen Namen Leuthar, was ursprünglich zusammengesetzt ist aus den Worten liut und heri = Leute und Heer. Vom Einnamen wurde der Name zum Familiennamen, spätestens seit dem protestantischen Reformator Martin Luther so bekannt. Zu dessen Ehren wurde er auch zum Vornamen, vor allem auf protestantischer Seite. (Vergleiche auch Johannes Calvin → Calvin (Vorname)).

## Namensträger

### Einname
- Luther von Braunschweig (~1275–1335), Hochmeister des Deutschen Ordens

### Vorname
- Luther Allison (1939–1997), US-amerikanischer Bluesmusiker (Gitarrist, Sänger, Songwriter)
- Luther Blissett (* 1958), englischer Fußballspieler
- Luther Sheeleigh Cressman (1897–1994), US-amerikanischer Altamerikanist und Anthropologe
- Luther P. Eisenhart (1876–1965 in Princeton), US-amerikanischer Mathematiker
- Luther Ford, britischer Schauspieler
- Luther Gulick (Mediziner) (Luther Halsey Gulick Jr.; 1865–1918), US-amerikanischer Arzt und Sportförderer
- Luther Gulick (Politikwissenschaftler) (Luther Halsey Gulick; 1892–1993), US-amerikanischer Politikwissenschaftler
- Luther Hughes (* 1946), US-amerikanischer Jazzmusiker (Kontrabass, E-Bass, Komposition)
- Luther Ingram (1937–2007), US-amerikanischer Soulsänger und Songschreiber
- Luther Martin (1748–1826), US-amerikanischer Politiker, einer der Gründerväter der Vereinigten Staaten
- Luther Perkins (1928–1968), US-amerikanischer Gitarrist
- Luther Randolph (1935–2020), US-amerikanischer Musiker (Orgel), Produzent und Songwriter
- Luther George Simjian (1905–1997), Erfinder, Inhaber von über 200 Patenten
- Luther Tucker (1936–1993), US-amerikanischer Bluesgitarrist
- Luther Vandross (1951–2005), US-amerikanischer Soul- und R&B-Sänger, Songschreiber sowie Produzent

### Familienname
- Adolf Luther (1912–1990), deutscher Jurist, Künstler und Bildhauer
- Alan Luther, US-amerikanischer theoretischer Festkörperphysiker
- Alexander Luther (Zoologe) (Alexander Ferdinand Luther; 1877–1970), finnischer Zoologe
- Alexander Martin Luther (1810–1876), deutschbaltischer Kaufmann und Unternehmer
- Andreas Luther (* 1969), deutscher Althistoriker
- Angela Luther (* 1940), deutsche Terroristin der RAF
- Annika Luther (* 1958), finnlandschwedische Schriftstellerin
- Arthur Luther (1876–1955), deutscher Bibliothekar und Literaturhistoriker
- Bill Luther (* 1945), US-amerikanischer Politiker
- Carl Joseph Luther (1882–1968), deutscher Skisportler und Sportjournalist
- Carl Wilhelm Luther (1859–1903), deutschbaltischer Ingenieur und Industrieller
- Carsten Luther, deutscher Journalist
- Charles Luther (1885–1962), schwedischer Leichtathlet
- Christian Julius Luther (1735–1807), deutscher lutherischer Theologe und Generalsuperintendent
- Christian Wilhelm Luther (1857–1914), deutschbaltischer Industrieller
- Dieter Luther (* 1953), deutscher Koch
- Dietrich Martin Luther (1772–1861), deutschbaltischer Kaufmann, Notar, Verleger und Journalist
- Dirk Luther (* 1970), deutscher Koch
- Doreen Luther (* 1997), deutsche Volleyballspielerin
- Eduard Luther (1816–1887), deutscher Astronom
- Ernst Luther (Schriftsteller) (1894–1966), deutscher Mundartschriftsteller
- Ernst Luther (Fußballspieler) (1919–2014), deutscher Fußballspieler
- Ernst Luther (Medizinethiker) (1932–2024), deutscher Medizinethiker
- Einhard Luther (* 1936), deutscher Opernredakteur und Musikschriftsteller
- Ferdinand Justius Luther (1838–1910), deutschbaltischer Pfarrer und Theologe
- Frank Luther (1900–1980), US-amerikanischer Sänger und Bandleader
- Frank Luther (Bassist) (* 1944), US-amerikanischer Jazzmusiker
- Friedrich Luther (1888–nach 1935), deutscher Psychologe, Privatgelehrter und Verlagsbuchhändler
- Gabriel Luther (1612–1672), deutscher Jurist und Staatsmann
- Georg Christian Luther (1717–1800), schlesisch-estländischer Kaufmann und Unternehmer
- Gerhard Luther (1912–2002), deutscher Rechtswissenschaftler und Hochschullehrer
- Gerhard Luther (Leichtathlet) (1920–1978), deutscher Leichtathlet
- Gisela Luther-Zimmer, geb. Luther (* 1951), deutsche Kunsthistorikerin und Kuratorin
- Gottlieb Luther (1813–1879), deutscher Mühlenbaupionier
- Günter Luther (1922–1997), deutscher Admiral
- Hans Luther (1459–1530), deutscher Unternehmer und Vater von Martin Luther, siehe Hans Luder (Hüttenmeister)
- Hans Luther (1879–1962), deutscher Politiker, Reichskanzler
- Hans Luther (Jurist) (1909–1970), deutscher Jurist, Kriegsverwaltungsrat sowie Kommandeur der Sicherheitspolizei und des SD
- Hans Luther (Botaniker) (1915–1982), finnischer Botaniker
- Hans-Christian Luther (* 1955), deutscher Marineoffizier (Flottillenadmiral)
- Hauke Luther (* 1965), deutscher Springreiter
- Heinrich Ehrenfried Luther (1700–1770), deutscher Jurist und Schriftgießereibesitzer
- Henning Luther (1947–1991), deutscher evangelischer Theologe
- Horst Luther (1913–1970), deutscher Chemiker und Hochschullehrer
- Hugo Luther (1849–1901), deutscher Ingenieur und Industrieller
- Igor Luther (1942–2020), slowakischer Kameramann
- Jacob Luther (1490–1571), Bruder des Reformators Martin Luther
- Joachim Luther (* 1941), deutscher Physiker
- Johann Christian Luther (1804–1853), deutschbaltischer lutherischer Theologe
- Johann Martin Luther II. (1663–1756), deutscher Theologe
- Johannes Luther (Germanist) (1861–1954), deutscher Germanist und Bibliothekar
- Johannes Luther (1526–1575) (1526–1575), älteste Sohn Martin Luthers
- Johannes Heinrich Luther (1861–1932), deutschbaltischer Pfarrer und Theologe
- Jörn Luther (* 1966), deutscher Germanist, Historiker, Schriftsteller und Dissident
- Julius Christian Luther (1735–1807), deutscher lutherischer Theologe
- Karl Theodor Robert Luther (1822–1900), deutscher Astronom
- Magdalena Luther (1529–1542), drittes Kind sowie zweite Tochter von Martin Luther und Katharina von Bora
- Manfred Luther (1925–2004), Dresdner Konstruktivist, Künstler und Philosoph
- Martin Luther (1483–1546), deutscher Theologe und Reformator
- Martin Luther (Unterstaatssekretär) (1895–1945), deutscher Ministerialbeamter
- Martin Christian Luther (1883–1963), deutschbaltischer Unternehmer und estnischer Politiker (DbPE)
- Michael Luther (* 1956), deutscher Politiker (CDU)
- Nikita Luther (* 1991), indische Pokerspielerin
- Paul Luther (Mediziner) (1533–1593), deutscher Mediziner
- Paul Luther (Politiker, 1868) (1868–1954), deutscher Politiker (DVP)
- Paul Luther (Politiker, II), deutscher Politiker (DBD)
- Paul Otto Luther (1892–1971), deutscher Flötist
- Peter Luther (Reiter) (1939–2024), deutscher Springreiter
- Peter Luther (Politiker) (* 1942), deutscher Politiker (CDU)
- Ralf Luther (Politiker) (* 1952), deutscher Politiker (CDU), Landrat
- Ralf Johannes Ferdinand Luther (1887–1931), deutschbaltischer lutherischer Pfarrer und Theologe
- Robert Luther (Chemiker) (1868–1945), Chemiker
- Robert Johann Dietrich Luther (1816–1888), deutschbaltischer Pastor und Theologe
- Rudolf Luther (1939–2016), deutscher Unternehmer und Heimatforscher
- Siegfried Luther (* 1944), deutscher Manager
- Stephan Luther (1891–1944), deutscher Unternehmer
- Susanne Luther (* 1979), deutsche Theologin
- Tammo Luther (* 1972), deutscher Historiker und Autor
- Thieß Luther (* 1964), deutscher Springreiter
- Thomas Luther (* 1969), deutscher Schachgroßmeister
- Ulla Luther (* 1944), deutsche Architektin und Stadtplanerin, Bremer Staatsrätin
- Wilhelm Luther (Astronom) (1860–1937), deutscher Astronom
- Wilhelm Luther (Altphilologe) (1910–1976), deutscher Altphilologe und Fachdidaktiker
- Wilhelm Luther (Fußballspieler) (* 1935), deutscher Fußballspieler
- Wilhelm Martin Luther (1912–1962), deutscher Bibliothekar
- Willi Luther (1909–1996), deutscher Fotograf
- Wolfram Luther (* 1947), deutscher Mathematiker und Informatiker

## Nachweise
1. ↑  https://www.behindthename.com/name/luther